# Críticos do Opus Dei

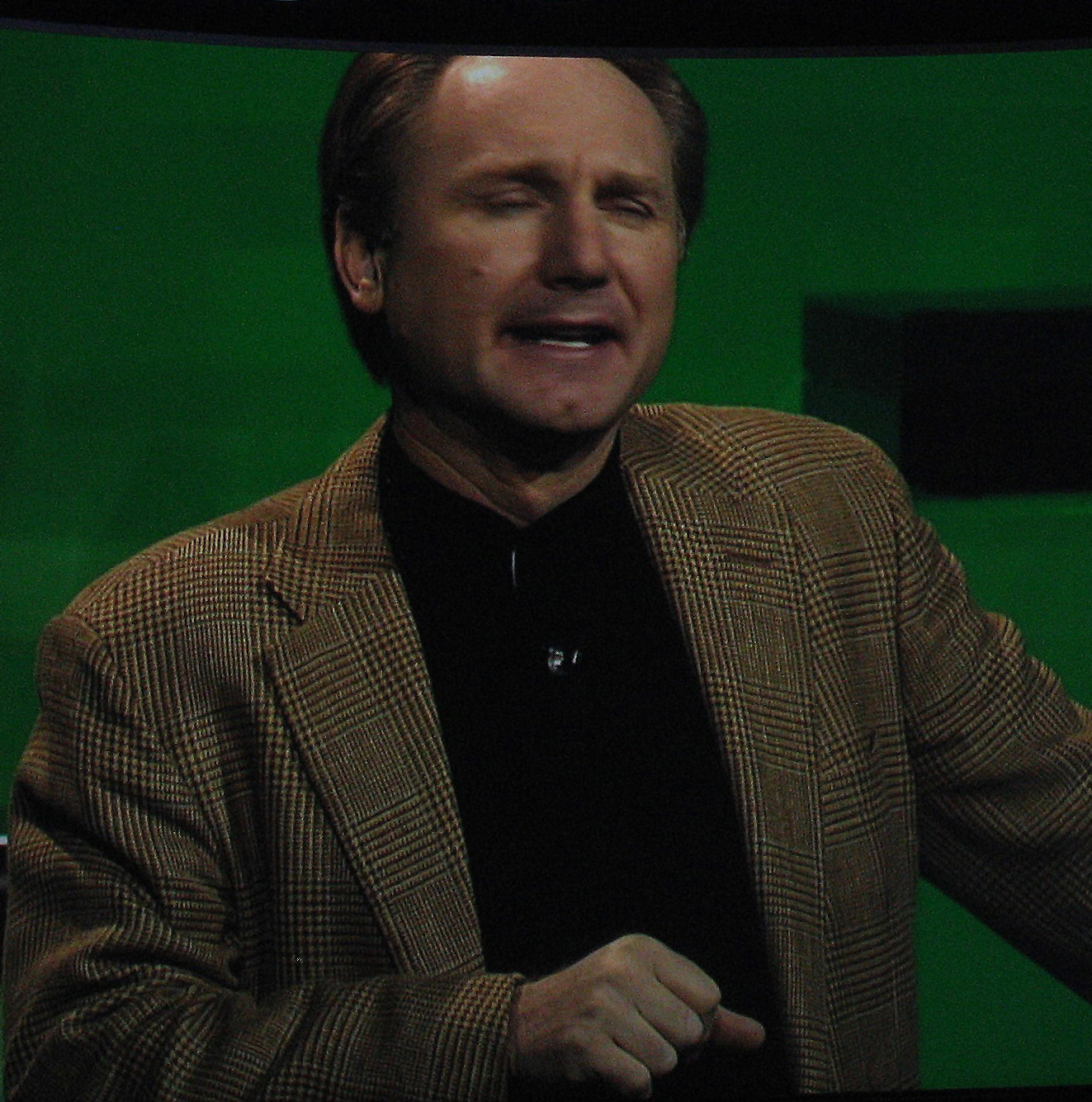
Dan Brown, autor de O Código Da Vinci, livro que mundializou e tornou públicas as críticas ao Opus Dei.

Ao longo do tempo, o Opus Dei atraiu muitos críticos, gerando controvérsia ao redor desta instituição da Igreja Católica. As críticas dos oponentes do Opus Dei têm-se diferenciado, sendo que uns alegam que os membros do Opus Dei praticam um apostolado agressivo; outros criticam esta instituição pelo seu secretismo e pela sua influência na Igreja, política e sociedade; outros condenam as práticas de mortificação corporal cristãs. Alguns apontam um suposto conservadorismo na teologia que consideram existir no Opus Dei, enquanto outros o acusam de um exagerado liberalismo doutrinal ao aceitar os ensinamentos do Concílio Vaticano II.
Por outro lado, o Opus Dei foi apoiado por Papas e líderes católicos. Segundo alguns jornalistas que estudaram esta prelazia separadamente, a maioria das críticas dirigidas ao Opus Dei são mitos criados pelos seus oponentes. Segundo estes, os mitos geraram-se devido a rumores sem fundamento ou a interpretações incorretas do espírito e estrutura do Opus Dei ou, até mesmo, da doutrina católica. Para outros, como o cardeal Julián Herranz Casado, as críticas ao Opus Dei resultam de uma desaprovação generalizada da religião, nomeadamente do Catolicismo, dizendo que o "Opus Dei foi vítima de Cristianofobia".

## História da oposição
A oposição ao Opus Dei começou nos anos 1940, de acordo com Patrice de Plunkett, com a ala extremista do regime franquista a criar hostilidades em relação ao Opus Dei, devido ao respeito de S. Josemaría Escrivá pela liberdade e pela sua relutância em expressar opiniões políticas e em assumir a ideologia oficial da altura.
Ainda na década de 1940, alguns jesuítas, como o teólogo Ángel Carrillo de Albornoz, interpretaram alguns ensinamentos do Opus Dei como heréticos. O Superior Geral da Companhia de Jesus da altura, Wlodimir Ledóchowski (1866–1942), reportou ao Vaticano que considerava o Opus Dei "muito perigoso para a Igreja em Espanha" e descreveu-o como tendo um "caráter sigiloso", sendo "uma forma de Maçonaria Cristã". Apesar disto, S. Josemaría fez questão de chamar a estas alegações contra o Opus Dei vindas do âmago de eminentes círculos eclesiásticos "a oposição das boas pessoas". Segundo alguns escritores, como é o caso do vaticanista da CNN, John Allen Jr., estas críticas foram a causa das atuais acusações vindas dos mais variados quadrantes. De acordo com este jornalista, uma das origens destas críticas advém do facto de alguns membros da Companhia de Jesus não terem compreendido a grande diferença entre o Opus Dei e as ordens religiosas. Para a Companhia, não era ortodoxo ensinar que leigos podiam ser santos sem votos nem vestes distintas. No entanto, tal como S. Josemaría ensinava, o Opus Dei é composto por cristãos leigos comuns que tentariam alcançar a santidade sem qualquer marca distintiva externa, da mesma forma como os primeiros cristãos não se diferenciavam externamente dos demais cidadãos do Império Romano. Já na década de 1950, alguns jesuítas informaram pais de membros do Opus Dei em Itália que os seus filhos estavam a ser conduzidos à condenação. Um dos jesuítas que atacou o Opus Dei foi Michael Walsh, que posteriormente deixou a Companhia de Jesus.
A partir dos finais dos anos 1950, com a composição do oitavo Governo de Espanha durante a ditadura franquista (1957), e prolongando-se pelas décadas seguintes, alguns membros do Opus Dei tornaram-se ministros dos governos franquistas e pós-franquistas, em geral quadros de perfil tecnocrático. Foram estes que aplicaram o Plano Nacional de Estabilização Económica (1959), gerando o chamado milagre económico espanhol (1959–1973). A partir desta data, o Opus Dei foi criticado pelo seu alegado apoio ao fascismo e associação a regimes de extrema-direita, como foi o caso da ditadura franquista. No entanto, defensores do Opus Dei, como Jack Valero, porta-voz do Opus Dei no Reino Unido, afirmam que os membros têm liberdade política pessoal e que, no Opus Dei, havia tantos apoiantes como oponentes de Franco, tanto que o primeiro presidente do Senado na democracia espanhola, Antonio Fontán Pérez, foi simultaneamente perseguido pelo regime franquista e membro do Opus Dei.
Nas décadas de 1960 e 1970, juntaram-se na crítica ao Opus Dei católicos liberais e apoiantes da Teologia da Libertação (sendo que vários eram jesuítas). Os apoiantes desta teologia criticavam o Opus Dei por considerá-lo como uma força conservadora e tradicionalista dentro da Igreja Católica. Apesar disto, a Igreja Católica sempre condenou o catolicismo dito liberal (aquele que defende o casamento homossexual, o aborto, a ordenação de mulheres, entre outros) e a Teologia da Libertação, por entender que não está de acordo com a doutrina católica e com o ensinamento dos Papas.
Nos anos 1980, o Banco Ambrosiano, do qual o Banco do Vaticano tinha 16% do capital, entrou em bancarrota, devido, entre outras, à corrupção e lavagem de dinheiro do seu presidente, Roberto Calvi. O presidente do Banco do Vaticano, o arcebispo Paul Marcinkus foi indiciado no escândalo. De acordo com os críticos, foi o Opus Dei que resgatou o Banco do Vaticano, usando o seu próprio dinheiro e, assim, ganhando uma grande aceitação junto do Vaticano e do Papa João Paulo II. Segundo John Allen, o ativo total do Opus Dei corresponde a 2,8 biliões de dólares, assemelhando-se (tanto em termos de orçamento como de fiéis) à arquidiocese de Hobart, na Tasmânia. O jornalista afirma que o Opus Dei não teria suficientes recursos financeiros para semelhante operação, para a qual seriam necessários 250 milhões de dólares em espécie guardados em cofres num banco.
Nas décadas de 1990 e 2000, alguns alegados ex-membros que se sentiam prejudicados pelas práticas do Opus Dei, juntaram-se para expressar as suas experiências em grupo. Estas experiências foram descritas em alguns livros e sites, sendo um dos mais conhecidos o Opus Dei Awareness Network. Bryan R. Wilson (1926-2004), membro emérito da Universidade de Oxford e antigo Presidente da International Society for the Sociology of Religion, afirmou que ex-membros destes novos movimentos religiosos aprendem a ensaiar histórias atrócitas nas quais se apresentam como vítimas e se oferecem para revelar "segredos" dos grupos a que outrora pertenciam, normalmente contando como foram manipulados, enganados e coagidos para entrar ou manterem-se no grupo. Sendo assim, fazem sucesso na imprensa, procurando o lucro através da venda de livros e tornando-se figuras centrais na desinformação da opinião pública. Segundo ele, estes ex-membros não têm a menor credibilidade, estando predispostos ao preconceito. Apesar disto, Jack Valero diz não pôr em questão a credibilidade daqueles que contam as suas más experiências, afirmando que no Opus Dei, tal como em todos os outros lugares, existem pessoas melhores e pessoas piores.
A oposição ao Opus Dei atingiu um ponto especial com a publicação do livro O Código Da Vinci em 2003 e o lançamento da sua versão cinematográfica em 2006. Nele, o Opus Dei é apresentado como uma seita rica e discriminatória composta por monges criminosos que praticam mortificações sangrentas. No entanto, o Opus Dei diz que este livro é apenas uma obra de ficção e que faz um retrato incorreto da Prelatura, uma vez que não existem monges no Opus Dei, que as atividades criminosas descritas no livro são falsas, que a prática da mortificação corporal apresentada tanto no livro como no filme é exagerada e distorcida e que o Opus Dei é uma instituição católica e não uma seita, entre outras. Seja como for, tanto oponentes como apoiantes afirmam que o livro e o filme levaram a uma maior perceção do Opus Dei, trazendo até um aumento de membros e uma consolidação das forças dos oponentes.

## Apostolado
Ao longo do tempo, uma crítica dirigida ao Opus Dei é a de praticar táticas de recrutamento (neste contexto, será mais correto o uso do termo apostolado) desleais e agressivas. Por isto, Kenneth Woodward chama aos membros do Opus Dei "Católicos Mórmons" e Ann Schweninger diz que "que se está no Opus Dei, está-se a recrutar". De acordo com os críticos do Opus Dei, os membros desta prelatura são incentivados a rezar fervorosamente a Deus pela vocação de um potencial novo membro, e a desenvolver amizades e frequentar eventos sociais com a finalidade de proselitismo. Para isto, dizem os críticos, os membros do Opus Dei recorrem de técnicas, tais como o bombardeamento de amor (que consiste em tratar os potenciais membros com lisonja e admiração), o uso de obras corporativas, fazer pressão para os potencias membros se juntarem (através de falsas "crises de vocação"), não explicar todos os detalhes sobre o Opus Dei à partida (o chamado "plano inclinado") e a alienação das famílias.

## Secretismo
Os críticos argumentam que o Opus Dei possui um acentuado caráter secreto; por exemplo, os membros geralmente não divulgam publicamente sua afiliação ao Opus Dei. Esta suposta prática teria favorecido especulações sobre a pertença de pessoas eminentes em todo o mundo, incluindo ministros, senadores, presidentes, jornalistas.
William O'Connor explica que esse mito vem do erro de achar que o Opus Dei é uma ordem religiosa. Pessoas de ordens religiosas geralmente vestem algum tipo de hábito, e tem letras depois do seu nome para mostrar sua ordem, assim como outras manifestações públicas de seu status. De fato, esse testemunho é parte da vocação dos religiosos. Mas, em contraste, se pessoas leigas usassem uma placa dizendo "eu estou tentando ser um cristão exemplar", isso não seria secular. Os membros do Opus Dei não escondem o fato de serem membros, mas também não o alardeiam.

## Mortificação
Os críticos também consideram como práticas reprováveis a mortificação corporal (uma prática em que são usados cilícios na perna) e a penitência.
O próprio Escrivá recebeu muitas críticas. Seus oponentes indicam que suas práticas pessoais do mortificação eram ainda mais extremas do que aquelas executadas pelos numerários, incluindo o extenso uso de disciplinas. Seus oponentes também criticam máxima de Escrivá sobre o sofrimento: "Amada seja dor. Santificada seja a dor. Glorificada seja a dor".

## Política
Os críticos também afirmam que Escrivá e a organização favoreceu os governos de Francisco Franco e Augusto Pinochet. Outros o acusam de ter participado na eleição de Donald Trump.

## No Brasil
Operando desde fins da década de 1950 no Brasil, as críticas ao Opus Dei aumentaram a partir de 2005, quando ex-membros da Prelazia vieram a público e lançaram livros contra a instituição, tais como: Opus Dei — os bastidores (2005), de Jean Lauand, Dario Fortes Ferreira e Márcio Fernandes da Silva; Memórias Sexuais no Opus Dei (2006), de Antonio Carlos Brolezzi; Opus Dei — a santa intransigência, a santa coação e a santa desvergonha (2010), de David Fernandes; O Opus Dei e as mulheres (2006), de Viviane Lovatti Ferreira, e Sob o Jugo do Opus Dei (2007), de Josefa Rodrigues e Josidalva Julião, bem como reportagens na revista Época, uma sobre a vida das "numerárias auxiliares", responsáveis pelas tarefas domésticas dos centros mantidos pela organização e outra entrevistando os autores de Opus Dei — os bastidores. Um dos autores, o advogado Marcio Fernandes da Silva, também publicou, em 2009, sua dissertação de mestrado em educação pela Universidade de São Paulo, intitulada Educar para a submissão: o caso Opus Dei, orientada pelo coautor Jean Lauand.
Após a publicação dos artigos na revista Época e dos referidos livros, várias numerárias auxiliares e ex-numerárias auxiliares externaram
publicamente suas discordâncias com os referidos conteúdos, esclarecendo como tornaram-se membros da prelazia, como vivem (ou
viveram) num Centro do Opus Dei e, para aquelas que deixaram a prelazia, as suas posteriores relações com o Opus Dei. Uma ex-numerária formada em Comunicação Social, Danielle Jung, aponta imprecisões e preconceitos no texto da revista Época. Em outro artigo, "Oposição ao mundo self-service: numerária auxiliar, vocação profética", a professora Lenise Garcia afirma que as numerárias são conscientes de que a sua profissão não é uma profissão de segunda categoria e que por isso, capacitam-se para exercê-la bem.
A numerária auxiliar Rosana de Lima comenta em que passou a valorizar o trabalho doméstico num Centro do Opus Dei. Também esclarece que independente do nível social, todos os membros do Opus Dei, inclusive as numerárias auxiliares, recebem um sólida formação cultural, profissional e espiritual. Cleusa, outra numerária auxiliar, ao completar 25 anos como membro da prelazia, relata em o seu crescimento profissional e espiritual durante este período. As ex-numerárias auxiliares Maria Raimunda Tomasi e Maria Paulino comentam que utilizam o que aprenderam num Centro do Opus Dei para ajudar seus esposos na manutenção de seus lares e no sustento de seus filhos. Indignada com o tratamento dado ao assunto pela mídia, a ex-numerária auxiliar Márcia Gonçalves afirma ter se colocado a disposição de grandes redes de comunicação. Porém, não foi procurada.
A administração dos centros registra legalmente as numerárias auxiliares como funcionárias, todavia, segundo denuncia uma ex-integrante da categoria (a baiana Rosidalva Julião), como a doação do salário é automática (uma das regras da organização), as auxiliares nunca chegam a receber qualquer pagamento e dependem da organização para tudo. Rosidalva é enfática em sua acusação: "eu era uma escrava. Diziam que meu salário era para Deus. Mas eu tinha de assinar os recibos".
Além de domésticas, as numerárias auxiliares são também operárias. No Sítio da Aroeira, mantido pela organização em Santana do Parnaíba, São Paulo, as mulheres fabricam os instrumentos de mortificação utilizados pelos membros da Prelazia: cilícios e chicotes, conhecidos como "disciplinas". Note-se que, além de fabricá-los, as auxiliares devem também utilizá-los. Rosidalva afirma que a produção de cilícios e hóstias acabou fazendo com que ela desenvolvesse uma tendinite.
Segundo esclarece a prelazia, numerárias auxiliares são membros do Opus Dei. São mulheres que se comprometem a viver em celibato e dedicam-se principalmente aos trabalhos domésticos dos Centros da prelazia. A primeira numerária auxiliar, Dora de Hoyo, pediu admissão em 1946 e mudou-se para Roma no mesmo ano para trabalhar no primeiro Centro do Opus Dei na capital italiana. Faleceu em 2004. Seus restos mortais estão na Cripta da Igreja Prelatícia de Santa Maria da Paz junto com o fundador do Opus Dei e seu sucessor (D. Alvaro del Portillo).
Além disso, nem todas numerárias auxiliares se dedicariam aos trabalhos domésticos nos Centros do Opus Dei. Por exemplo, a numerária auxiliar Katia Blondeau, formada em Hotelaria, trabalha atualmente (2007) como monitora na Escola de Hotelaria Dosnon (Soissons, França). Ela esclarece que é contratada pela escola, que arca com suas despesas pessoais e que também contribui economicamente com diversas iniciativas sociais, culturais e educativas.
Questionado pela reportagem da revista Época sobre as graves denúncias feitas contra a organização, dom Dimas Lara Barbosa, secretário-geral da CNBB, declarou em nota oficial que "a CNBB não tem nenhuma autoridade para interferir nos assuntos internos do Opus Dei".

## Réplicas às críticas
Sobre as críticas, os defensores do Opus Dei afirmam que o Opus Dei foi falsamente caluniado. Segundo John Allen, vaticanista da CNN: "Há dois Opus Dei: um Opus Dei do mito e um Opus Dei da realidade". Por exemplo,os defensores dizem que a acusação de segredo tem origem na equiparação equivocada de seus membros a monges ou religiosos. Os membros do Opus Dei são membros laicos, como qualquer cidadão corrente e, por isso, não apresentam qualquer representação externa (por exemplo, algum tipo de traje clerical) de sua pertença à instituição. Entretanto, o Opus Dei, como instituição, fornece abundante informação.
Para explicar o celibato apostólico vivido pelos numerários e seu relacionamento com sua família, os defensores do Opus Dei citam comentários de Jesus Cristo "quem ama seu pai ou serve sua mãe a mais do que a mim não é digno de mim" e "Por que há eunucos que o são desde o ventre de suas mães, há eunucos tornados tais pelas mãos dos homens e há eunucos que a si mesmo se fizeram eunucos por amor do Reinos dos Céus. Quem puder compreender, compreenda" (Mt 19,12). Fontes oficiais católicas dizem o Opus Dei está sob o controle da Igreja, visto que o seu prelado (o Presidente da Prelazia) é nomeado pelo Papa e que seus membros estão "ainda mais conscientes de pertencer à Igreja".
A mortificação corporal, que é praticada com moderação e senso comum, pertence ao patrimônio espiritual da Igreja e é entendida como um sacrifício mental ou físico aos olhos de Deus. Pode cingir-se à renúncia de algum alimento pelo qual a pessoa que se mortifica tenha preferência ou simplesmente por não beber água imediatamente quando se tem sede, por exemplo. Estes sacrifícios são vistos como uma união à paixão e à cruz de Jesus Cristo e, portanto, como meio de participação na Redenção. Muitos santos a praticaram.
Os defensores negam que o apoio a Franco durante a guerra civil espanhola era exclusivo ao Opus Dei. Como um autor observou: "vale a pena notar que no contexto da guerra civil espanhola, em que as forças republicanas anti-clericais mataram 13 bispos, 4 000 sacerdotes diocesanos, 2 000 religiosos e 300 freiras, virtualmente todo grupo e em todo nível hierárquico da Igreja Católica da Espanha eram `pro-Franco'". O historiador Peter Berglar argumenta que estabelecer conexão entre o Opus Dei e o governo de Franco é "um calúnia grosseira" e outros defensores dizem que havia membros notáveis do Opus Dei que faziam críticas abertas ao regime de Franco. Similarmente Álvaro del Portillo, primeiro sucessor de Escrivá, disse que as acusações de que Escrivá apoiasse Hitler são "mentiras patentes", que eram parte "de uma campanha caluniosa". Alvaro del Portillo e outros afirmaram que Escrivá condenava Hitler classificando-o como um "malvado", um "racista" e um "tirano".
Os defensores também questionam a motivação e a confiabilidade de
alguns críticos. Indicam que ex-membros de qualquer instituição podem ter motivações psicológicas ou emocionais para criticar o grupo a que pertenciam, e reivindicam que tais indivíduos estão propensos a criar histórias fictícias de atrocidade que não correspondem a realidade. Muitos defensores do Opus Dei expressam a opinião que as críticas ao Opus Dei se origina de uma desaprovação generalizada da espiritualidade, do Cristianismo, ou do Catolicismo. Expressando este sentimento, o Cardeal Julian Herranz, membro do Opus Dei, afirma que "o Opus Dei tornou-se vítima da Cristianofobia."
Massimo Introvigne afirma que alguns críticos empregam termos pejorativos em relação ao Opus Dei com a intenção de estigmatizá-lo. Fazem isto por intolerância: "não podem tolerar 'o retorno à religião' de uma sociedade secularizada".
Por fim, alguns defensores viram a controvérsia que cerca a instituição como "sinal de contradição", referindo-se às citações bíblicas que mostravam Jesus Cristo como um "sinal a que todos combatem"